# Pista de Carrànima

La Pista de Carrànima, respecte del terme d'Abella de la Conca

La Pista de Carrànima és una pista rural transitable té tot el seu recorregut en el terme municipal d'Abella de la Conca, a la comarca del Pallars Jussà.
Arrenca cap al sud de la Collada de la Serra del Pi, on es troben la Carretera del Bosc d'Abella, la Carretera del Bosc d'Abella, la Pista de Carrànima i el Camí de Carrànima.
En alguns mapes es confon el camí i la pista de Carrànima, i se'ls tracta com si fos un de sol.

## Etimologia
Es tracta d'un topònim romànic modern, de caràcter descriptiu: pren el nom del lloc on mena la pista.